# Kodima
Kódima (Родная земля) — единственная в мире газета на вепсском языке. Издаётся в Петрозаводске. Газета публикует материалы по истории и этнографии вепсов, часть материалов публикуется на русском языке.
Выходит с апреля 1993 года. Была создана по инициативе Карельской региональной общественной организации «Общество вепсской культуры». Учредителями газеты являются КРОО «Общество вепсской культуры», Правительство Республики Карелия и Законодательное Собрание Республики Карелия.
Первый редактор — учёный-языковед Нина Зайцева.
Распространяется в районах компактного проживания вепсского населения — в Карелии, Ленинградской и Вологодской областях.
Периодичность издания — 1 раз в месяц. Объём от 4 до 8 полос. Тираж — до 990 экземпляров. Издание газеты осуществляется за счёт средств бюджета Республики Карелия.
В 2004 году газета «Kodima» стала лауреатом фестиваля финно-угорской прессы, проходившем в Йошкар-Оле.
В газете работал известный вепсский поэт Н. В. Абрамов.